# Baloh
Baloh je priimek več znanih Slovencev:
- Anton Baloh (1918—1988), strojnik
- Barbara Baloh, PEF UP
- Bilka Baloh, svobodna raziskovalka, mentorica in svetovalka na področju zdrave prehrane, v katero vpleta doktrino Ajurvede
- Franc Baloh (1939—2002), duhovnik, skladatelj
- Ivan Baloh (1873—1954), duhovnik in pisatelj
- Majda Baloh Dobeic (1921—2013), prof. - računovodstvo?
- Marko Baloh (*1967), kolesar
- Miha Baloh (1928—2022), filmski igralec
- Pavle Baloh (1915—?), politični delavec in partizan
- Stane Baloh, trener v smučarskih skokih
- Staša Baloh-Plahutnik (*1956), ekonomistka, državna sekretarka, strokovnjakinja za razvoj podjetništva
- Vera Baloh (1921—2003), umetnostna zgodovinarka, terminologinja